# موريس ديفيد
موريس ديفيد (بالفرنسية: Maurice David)‏ هو كاتب فرنسي، ولد في 7 مايو 1891 في Tonneins ‏ في فرنسا، وتوفي في 1974.